# Малашівці (Хмельницький район)
Малаші́вці — село в Україні, у Хмельницькій міській громаді Хмельницького району Хмельницької області. Населення становить 581 особу.

## Історія
Археологічні розвідки, проведені археологом і краєзнавцем С. Маярчаком, свідчать, що життя тут розпочалось з доби бронзи (III—II тисячоліття до н. е.), відомі також знахідки селищ часів ранньої залізної доби I тисячоліття до н. е. До війни, в 1934 році, у селі Малашівці біля церкви був знайдений склеп з надгробним камінням, на якому були викарбувані слова: «Серафім Малишев 1576 рік». Біля церкви паслись коні і випадково один із коней провалився під склеп. В той час був секретарем комсомольського осередку, присланий з Проскурівського райкому комсомолу, Петренко. Він і організував молодь на розкопки склепу, де знайшли випалену дощечку «Серафім Малишев». Документи свідчать, що в часи спустошливих набігів татар і турків з Поділля багато людей було вивезено в рабство на ринок рабів у Крим. Малишев з групою людей був пересланий з болотівських земель і був старшим групи — провідником. Тому село було названо на його честь «Малашевцы». Старожили села згадують розповіді своїх дідів про те, що територія сіл Малашівці і Волиця ділилась на частини, які називалися: Висварівці, Кошорівці, Петруші, Абесінія.
Після скасування кріпосного права в 1861 році селяни були наділені земельними ділянками, але не мали чим їх обробляти. Тому землі були скуплені за безцінь землевласниками Куржійом і Сильвестром. Столипінська реформа в 1906 році дала початок утворенню хуторів: Мервінський, Чугаєвський, Гороховський, Гончарів і Совишин хутір. В селах були побудовані вітряки, крупорушки, чотири млини, дві торгові крамниці. Розвивались кустарні ремесла (чоботарі, столяри, теслі, шевці). Єдиним вогнищем культури був Св. Михайлівський храм, побудований в 1779 році. В 1845 році проведено його капітальний ремонт і перебудова: підняли церкву на кам'яний фундамент, поставили нову дзвіницю. При церкві відкрилась церковно-приходська школа.
Один із вихідців села Малашівці став членом Державної думи — Козак Михайло Олександрович. Він був самоучкою, а свій маєток в с. Малашівці після революції віддав під школу. В 1913 році земство відкрило чотирикласну школу, яка з 1932 року стала семирічкою.

### Радянські часи
У 1930 році на основі СОЗів селяни почали об'єднуватися в колгоспи (колективні господарства). Аби загнати людей у колгоспи, штучно організували голодомор. Активісти ходили по хатах і спеціальними пристроями шукали крупи, пшеницю. Люди вмирали сім'ями на вулицях і в будинках.
У 1939 році колгосп «Зірка комунізму» села Малашівці був учасником Всесоюзної сільськогосподарської виставки.
22 червня 1941 року мирна праця жителів сіл Малашівці і Волиця була перервана війною. При окупації сіл було насильно вивезено на каторжні роботи в Німеччину 37 молодих людей.
24 березня 1944 року села було визволено від нацистських загарбників. При визволенні села загинуло 165 осіб, серед них — Герой Радянського Союзу Губенко Іван Матвійович. На його честь названо одну із вулиць села Малашівці.
У післявоєнні роки почалася відбудова села. Натхненною працею, пліч-о-пліч, засівалися поля, будувалися будинки, з року в рік підвищувалися врожаї зернових та надої молока.
В 1980-роках в селі Малашівці було побудовано великий молочний комплекс на 1000 голів великої рогатої худоби. За кошти колгоспу збудовано чотири одноквартирні будинки для спеціалістів колгоспу. В 1987—1988 роках побудований новий будинок культури, зведено два меморіальних комплекси загиблим воїнам-односельчанам в селах Малашівці та Волиця, проведено реконструкцію могили воїнів-визволителів. Згодом було прокладено шосейну дорогу до сіл — 6 км, а в 1990-1991 роках покладено асфальтовану дорогу. Невдовзі після цього висипано щебенем ще 7 км дороги.

### Роки незалежності
В 1993 році колгосп перетворено в селянську спілку «Обрій», створено фермерське господарство «Світанок». В 1997 році з приходом на посаду сільського голови Малашовецької сільської ради Черешні Анатолія Миколайовича було продовжено газифікацію села Малашівці, яку було закінчено в 1999 році повністю.
Благоустрій сіл підтримується протягом всіх останніх років і приклад цьому — засипані щебенем більшість доріг, проведено телефонні лінії по обох селах, наведено порядок на сільських кладовищах, налагоджене транспортне сполучення сіл з райцентром. Планується провести освітлення центральних вулиць села та відкрити дитячий садок на базі початкової школи.
В 1996 році КСП «Обрій» одним із перших почало паювання земель сільськогосподарського призначення та майна. Всю техніку поділили по бригадах, залишився мінімум, яким було неможливо раціонально працювати. Посівів ставало все менше і менше. Зрештою господарство занепало. Все майно розподілили між власниками майнових сертифікатів і виставили на продаж, а земельні паї передано в оренду. Люди, які працювали в колгоспі, а це третина населення, залишилась без роботи.
Але надії селяни не втрачали, оскільки почали будуватися приватні підприємства. Одним із перших стало будівельне підприємство «Основа», потім — ТзОВ «Автобан», ТзОВ «Веконд — Поділля», які діють і дотепер.

### Сучасність
На території сіл Малашівці та Волиця функціонує початкова школа (село Малашівці), два фельдшерських пункти, будинок культури в селі Малашівці та сільський клуб в селі Волиця, є сільська бібліотека. Працює п'ять продовольчих магазинів, функціонує три духовних заклади (дві церкви та костьол).
У селі Малашівці мешкає 539 осіб, в тому числі працездатного віку — 260. Пенсіонерів у с. Малашівці — 177. Дворів у селі Малашівці — 339.

## Символіка
Затверджена 30 грудня 2015 року рішенням № 8 сесії сільської ради. Автор — О. С. Підгурський.

### Герб
У зеленому полі золотий сніп пшениці. У лазуровій главі, відділеній срібною шиповидною нитяною балкою, чотири золотих вітряки в балку.

### Прапор
Прямокутне полотнище зі співвідношенням сторін 2:3, розділене на п'ять горизонтальних смуг — зелену, синю, білу, синю і зелену, у співвідношенні 3:1:1:1:3. У центрі полотнища жовтий сніп пшениці.

## Населення

### Мова
Розподіл населення за рідною мовою за даними перепису 2001 року:
| Мова       | Кількість | Відсоток |
| ---------- | --------- | -------- |
| українська | 564       | 96.91%   |
| російська  | 17        | 2.92%    |
| угорська   | 1         | 0.17%    |
| Усього     | 582       | 100%     |

## Персоналії
Не оминули жителів села і події, які відбувалися в СРСР та Україні.
Сосніцький Юрій Васильович у складі обмеженого контингенту радянських військ був учасником війни в Афганістані.
Троє жителів села, Гусак Сергій Мефодійович, Гуменюк Микола Володимирович та Гурний Петро Степанович, були ліквідаторами аварії на Чорнобильській АЕС.
Коли розпочались буремні події на сході України, жителі сіл Малашівці та Волиця, взявши зброю до рук, стали на захист суверенітету нашої держави.
Учасниками АТО стали: Ананченко Віталій Вікторович, Скальський Юрій Антонович, Ратушняк Володимир Миколайович, Луцюк Сергій Володимирович, Алієв Олег Ельманович, Кадиш Василь Миколайович, Суховірський Сергій Миколайович, Салях Артем Вікторович, Кононенко Олексій Володимирович, Данилюк Віктор Васильович, Роюк Дмитро Миколайович, Бойко Артем Анатолійович, Ляховець Володимир Вікторович, Дзяворук Леонід Леонідович, Очеретний Ігор Петрович, Семенович Максим Іванович, Ковальчук Віталій Олександрович, Конопко Олексій Володимирович.

## Галерея

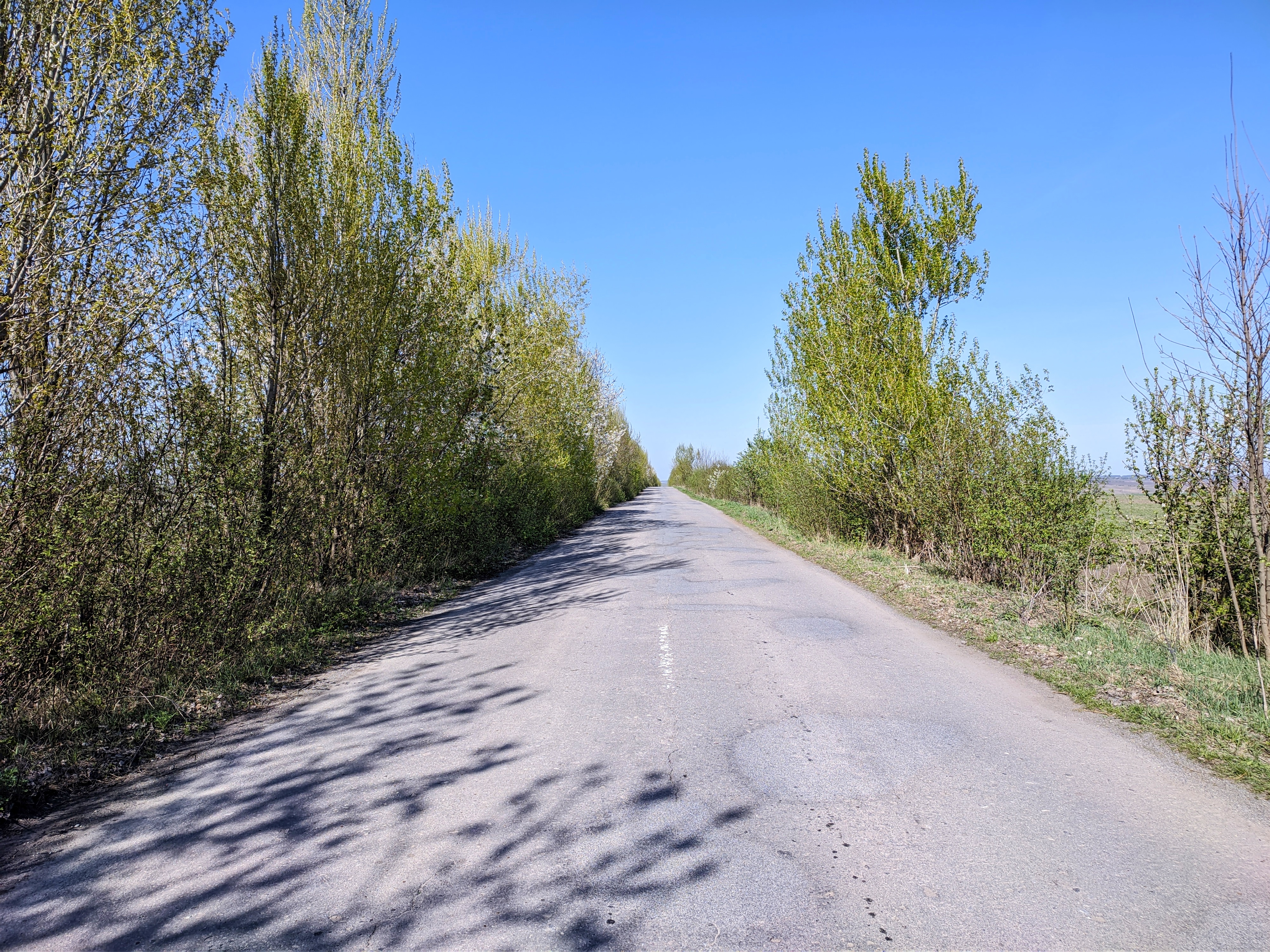
Дорога на село
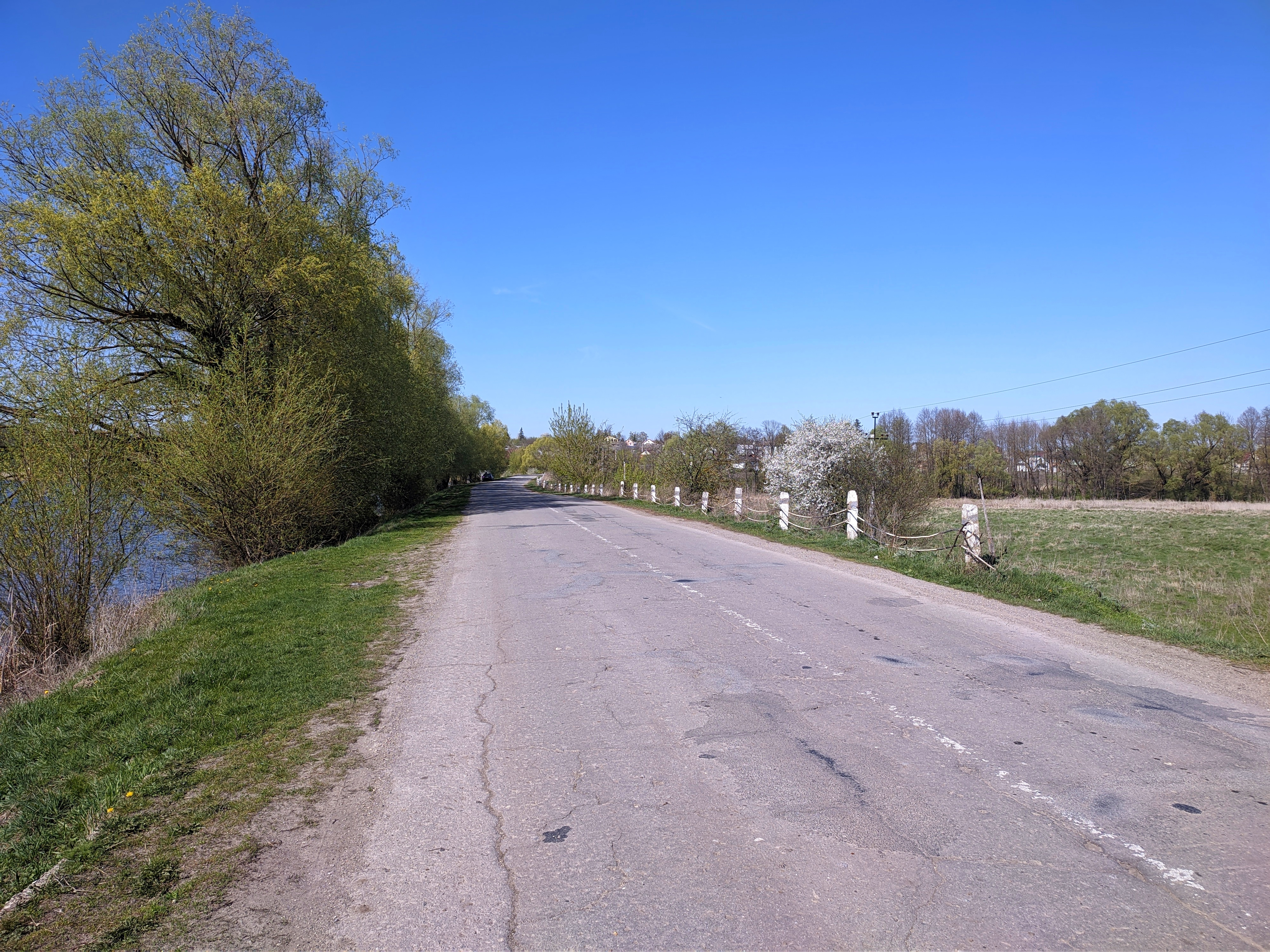
Вулиця Центральна
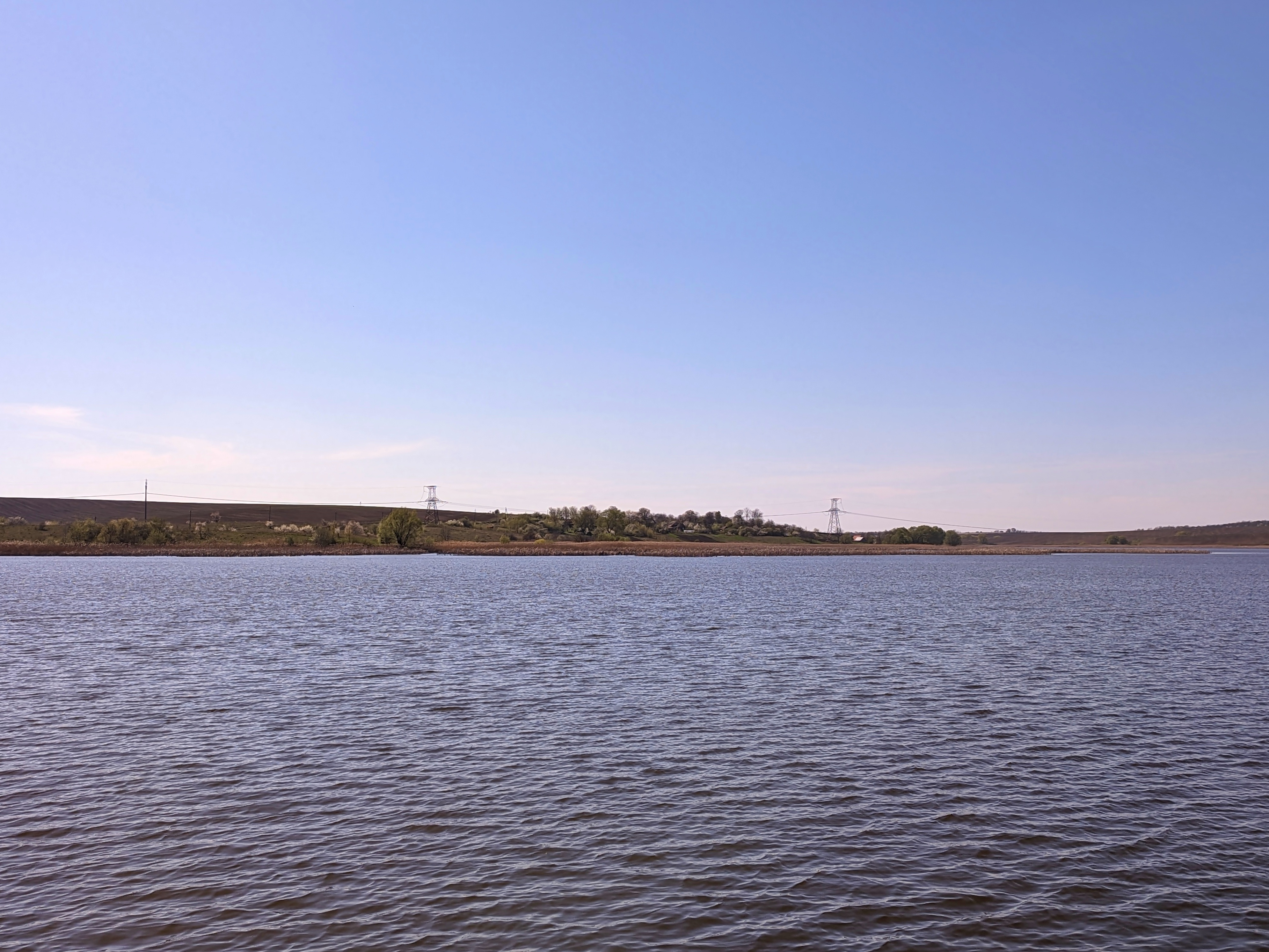
Сільський ставок
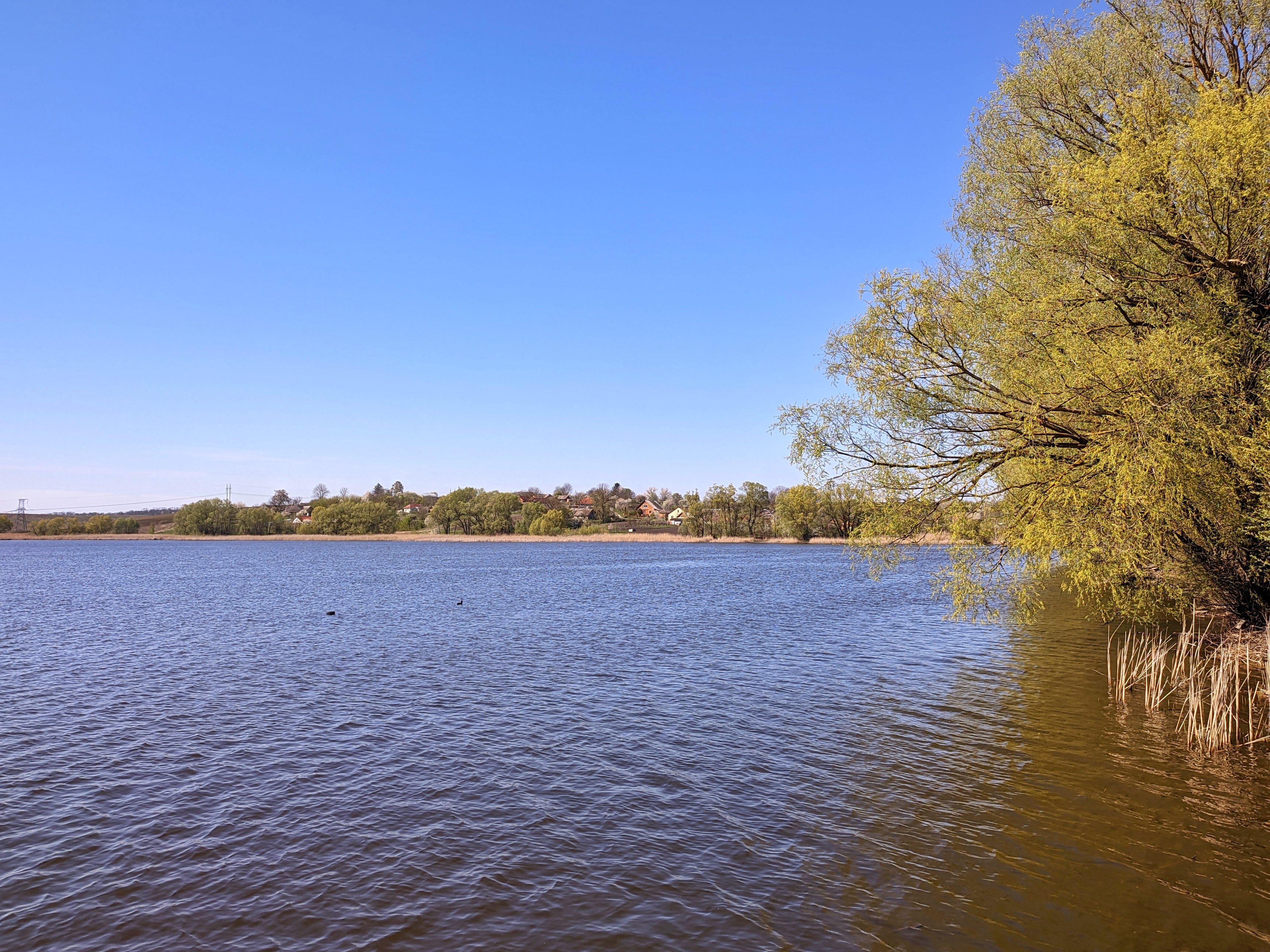
Сільський ставок
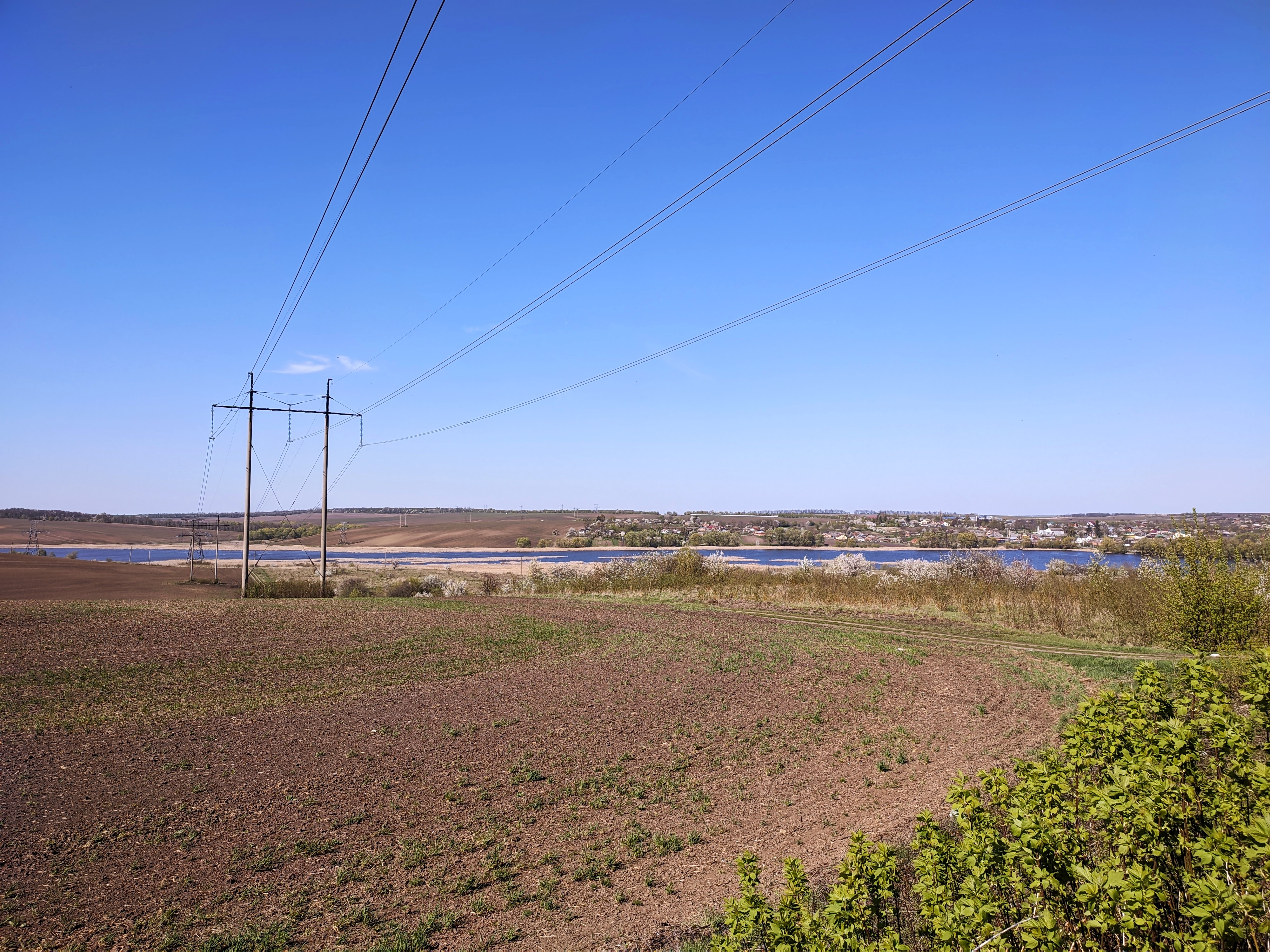
Вигляд на село
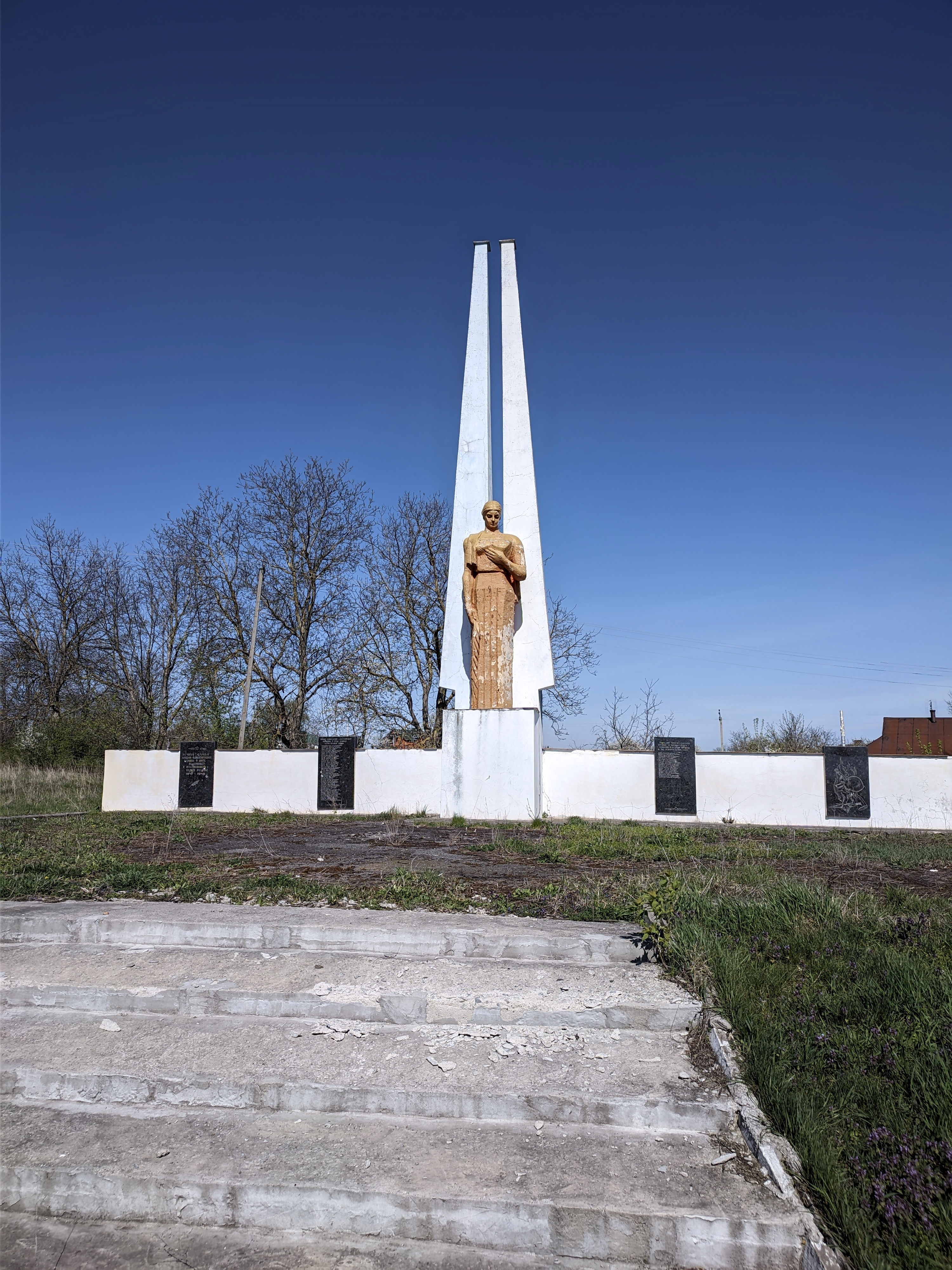
Пам'ятник воїнам-односельчанам
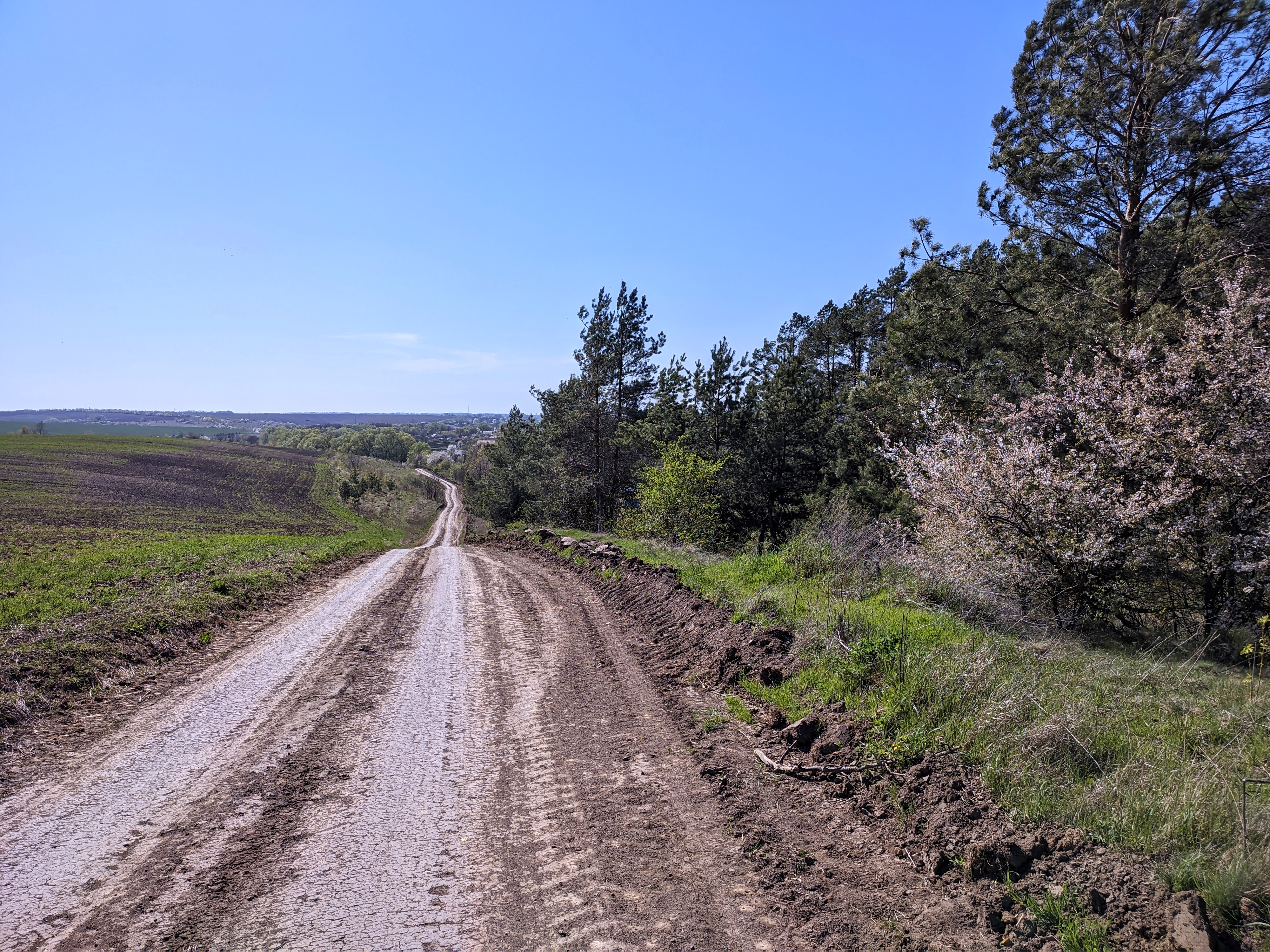
Грунтова дорога на село з м. Хмельницький
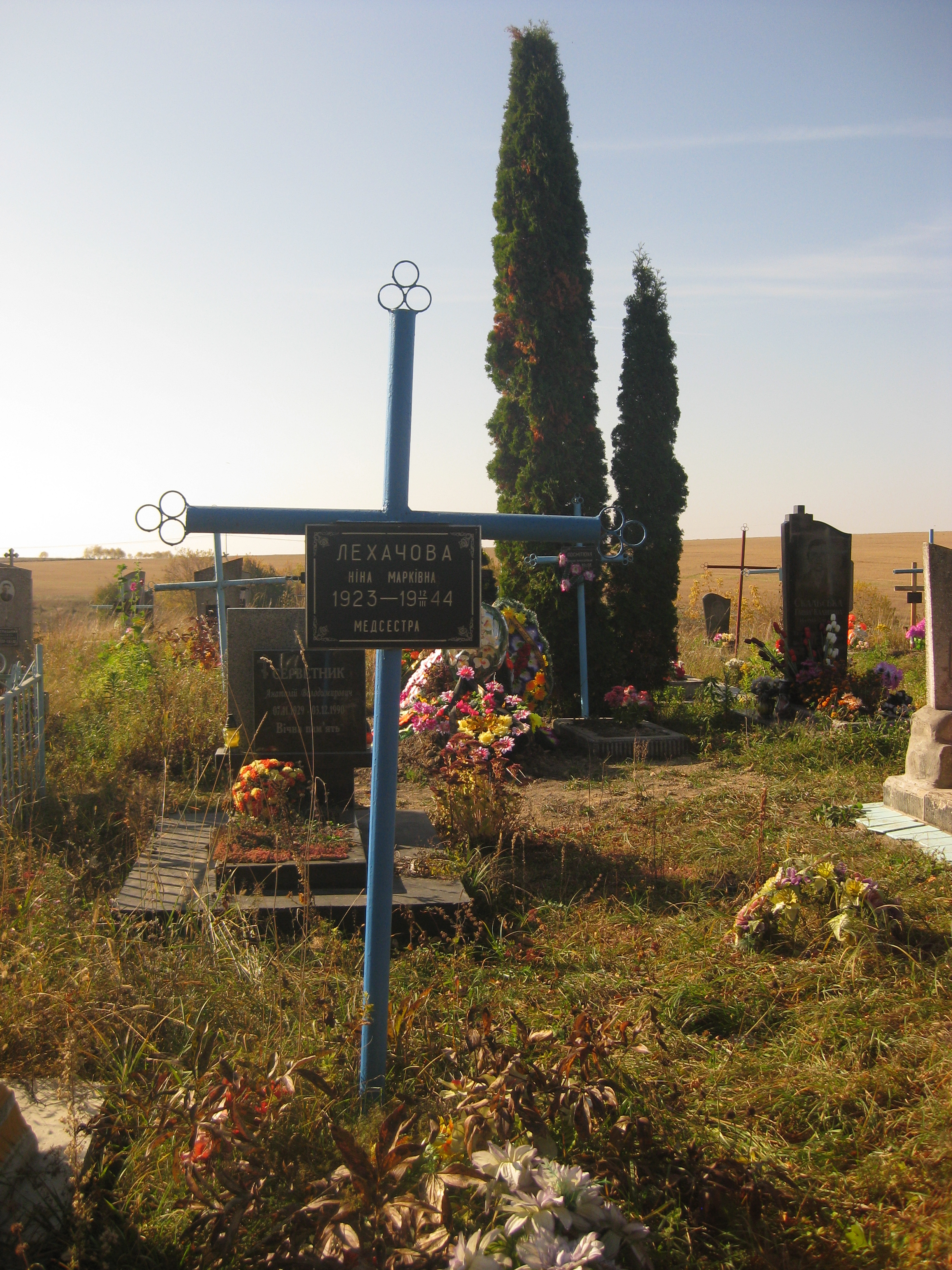
Могила медсестри Лехачової, Малашівці, кладовище